# Proscyllium venustum
Espèce
Proscyllium venustum est une espèce de requins.